# Mauricio Basualto
Mauricio Ismael Basualto James (San Pedro de la Paz, Concepción, 11 de noviembre de 1968) es un músico y productor chileno conocido por haber sido baterista y fundador de la banda Los Bunkers. Desde 2000, también ha sido el baterista del cantautor chileno Manuel García. Después de haberse retirado de la banda el 22 de julio de 2024, vuelve con su grupo musical "Diagonal" de origen penquista.

## Carrera
Nació en San Pedro de la Paz, Concepción, el 11 de noviembre de 1968. Inició su carrera musical a mediados de los años noventa en Concepción, formando parte de agrupaciones locales como «Los Cuatro Amigos del Doctor» y «Los Biotles», donde tuvo el primer encuentro con Mauricio Durán, guitarrista y compositor de Los Bunkers. En el año 2000, se unió a Los Bunkers y se mudó a Santiago, alcanzando gran éxito en los años siguientes.
A lo largo de su carrera, ha compartido escenario con destacados artistas del ámbito local, incluyendo Álvaro Henríquez, Germán de la Fuente, Inti-Illimani Histórico, Los Jaivas, Jorge González, Manuel García, Álvaro López, Mauricio Durán, Francisco Durán y Gonzalo López, entre otros.
A comienzos de 2024, concretamente en febrero, sufrió una descompensación cardíaca durante la primera presentación de la gira Ven Aquí en Iquique, situación que ya había sucedido en 2017. En consecuencia, se anunció la cancelación de los conciertos en esa ciudad y, sucesivamente, a Cancamusa como su reemplazo en la batería. El 22 de julio de 2024 la banda anunció su retiro de Los Bunkers debido a la gravedad de sus complicaciones médicas, para luego retornar durante un tiempo siendo profesor de su propio curso de batería.

## Discografía

### ConLos Bunkers
- 2000 - Jamás
- 2001 - Los Bunkers
- 2002 - Canción de lejos
- 2003 - La culpa
- 2005 - Vida de perros
- 2008 - Barrio Estación
- 2010 - Música libre
- 2013 - La velocidad de la luz
- 2023 - Noviembre

### Colaboraciones
- 2004 - Álvaro Henríquez (Álvaro Henríquez)
- 2007 - Muérdete la lengua (Francisca Valenzuela)